# Phương diện quân Trung tâm Trung Quốc
Phương diện quân Trung tâm Trung Quốc (中支那方面軍, Naka Shina hōmen gun), là một phương diện quân của Đế quốc Nhật Bản, đã tham gia chiến tranh Trung-Nhật.

## Lịch sử
Phương diện quân Trung tâm Trung Quốc được thành lập ngày 7 tháng 11 năm 1937, đây là một đạo quân viễn chinh thép, được hình thành từ 2 binh đoàn thiện chiến là Quân đoàn Viễn chinh Thượng Hải và Quân đoàn 10. Đại tướng Matsui Iwane được bổ nhiệm làm tư lệnh của phương diện quân mới thành lập này. Sau trận Nam Kinh, Phương diện quân Trung tâm Trung Quốc giải tán ngày 14 tháng 2 năm 1938, các đơn vị của Phương diện quân này chuyển tới Đạo quân Viễn chinh Trung Quốc.

## Danh sách Chỉ huy

### Chỉ huy
|   | Name                   | From              | To               |
| - | ---------------------- | ----------------- | ---------------- |
| 1 | Đại tướng Matsui Iwane | 30 Tháng 10, 1937 | 14 Tháng 2, 1938 |

### Tham mưu
|   | Name                      | From             | To               |
| - | ------------------------- | ---------------- | ---------------- |
| 1 | Thiếu tướng Osamu Tsukada | 2 Tháng 11, 1937 | 14 Tháng 2, 1938 |

## Biên chế Phương diện quân
Tập đoàn quân 10 (Đế quốc Nhật Bản)
Tập đoàn quân Viễn chinh Thượng Hải

### Sách
- Dorn, Frank (1974). The Sino-Japanese War, 1937-41: From Marco Polo Bridge to Pearl Harbor. MacMillan. isbn = 0025322001. {{Chú thích sách}}: Thiếu dấu sổ thẳng trong: |id= (trợ giúp)
- Madej, Victor (1981). Japanese Armed Forces Order of Battle, 1937-1945. Game Publishing Company. ASIN: B000L4CYWW.